# Petro Balabujev
Petro Vasyl'ovyč Balabujev (in ucraino Петро Васильович Балабуєв?, Petro Vasyl'ovyč Balabujev; fattoria Valujs'k, 23 maggio 1931 – Kiev, 17 maggio 2007) è stato un ingegnere sovietico e ucraino, che come progettista generale della (OKB) Antonov ha realizzato i velivoli Antonov An-22, Antonov An-72, Antonov An-74, Antonov An-32, Antonov An-28, Antonov An-124 Ruslan e Antonov An-225 Mriya. Dopo la dissoluzione dell'Unione Sovietica divenne cittadino dell'Ucraina continuando a lavorare presso la Antonov, e realizzando i modelli Antonov An-140, Antonov An-148, Antonov An-38 e Antonov An-70.

## Biografia

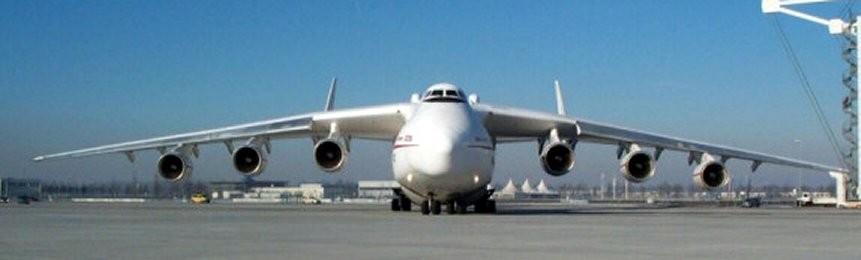
An-225

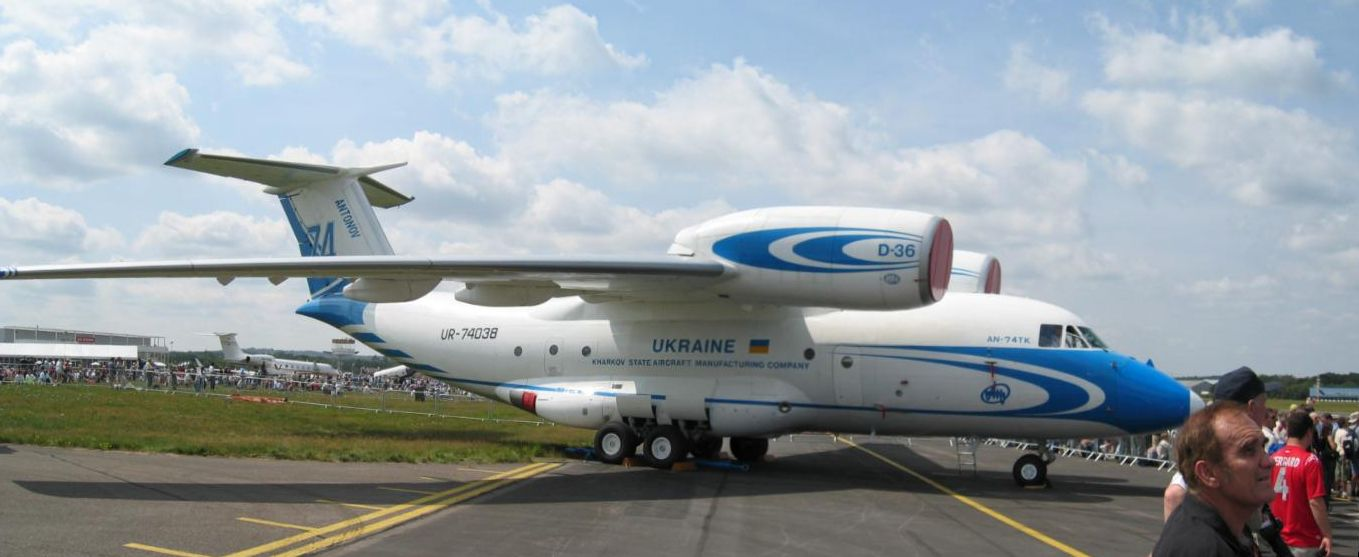
An-74

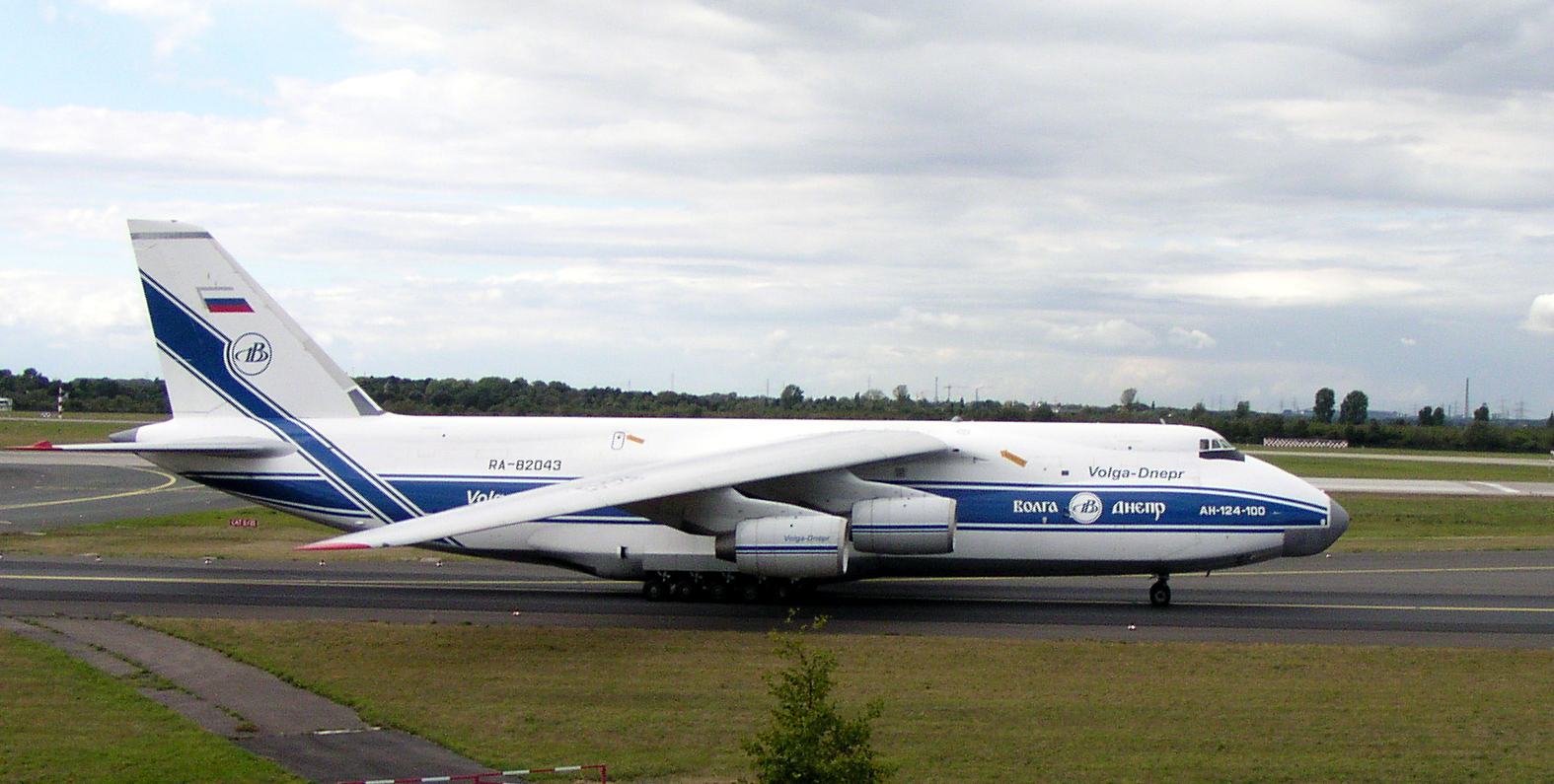
An-124

Nacque il 23 maggio 1931 nella fattoria Valuisk sita nell'oblast' di Luhans'k, figlio di Vasily,  di professione fabbro. Nel 1954 conseguì la laurea in ingegneria meccanica, con specializzazione nella costruzione di aeromobili, presso l'Istituto aeronautico di Kharkov. Nell'aprile dello stesso anno venne assunto presso la ditta Antonov come ingegnere progettista. Nel 1956 divenne capo officina, nel 1959 capo reparto addetto al montaggio, nel 1960 capo progettista e responsabile facente funzione della produzione, e nel 1961 vice capo progettista e capo dell'ufficio di rappresentanza della ANTK presso il TAPOiCh di Tashkent, in Uzbekistan, in occasione dell'inizio della produzione dell'aereo da trasporto pesante Antonov An-22. Nel 1965 fu promosso direttore dell'Ufficio ricerca della Antonov, nel 1968 vice capo progettista, nel 1971 capo progettista e primo vice progettista generale, e dal 1984 assunse l'incarico di progettista generale della Antonov.
Sotto la sua direzione vennero progettati i seguenti aeromobili: Antonov An-22, Antonov An-72, Antonov An-74, Antonov An-32, Antonov An-28, Antonov An-124 Ruslan e Antonov An-225 Mriya. Dopo la dissoluzione dell'Unione Sovietica divenne cittadino dell'Ucraina continuando a lavorare presso la Antonov, realizzando i modelli Antonov An-140, Antonov An-148, Antonov An-38 e Antonov An-70.
Ricoprì anche gli incarichi di Presidente del consiglio di amministrazione del Consorzio Internazionale "Aerei da Trasporto Medio", di responsabile del programma per l'attuazione del contratto con la Repubblica Islamica dell'Iran per la produzione su licenza dello An-140, e di Membro del consiglio degli esportatori presso il gabinetto dei ministri dell'Ucraina (dal febbraio 1999).
Vincitore del Premio di Stato dell'Unione Sovietica (1973), del Premio nazionale Shevchenko (1979), del Premio Pietro il Grande (2001)  e del Premio Edward Warner per l'aviazione civile (2001). Insignito della laurea magistrale in scienze e ingegneria (1991), cittadino onorario di Kiev (maggio 1998), e insignito del Diploma del Consiglio dei Ministri dell'Ucraina (2001).
Autore di oltre 100 articoli scientifici, ha sviluppato le basi scientifiche per la progettazione e l'implementazione pratica di profili alari supercritici nella progettazione dei velivoli da trasporto pesante. Il 27 maggio 2005 si dimise spontaneamente dall'incarico di progettista generale presso la Antonov per protesta contro il "mancato rispetto dei termini del contratto da parte del Ministero della politica industriale dell'Ucraina". Si spense a Kiev il 17 maggio 2007 e fu sepolto presso il cimitero cittadino "Berkowezkyj".

### Annotazioni
1. ↑  Suo padre morì nel corso della seconda guerra mondiale mentre prestava servizio in un distaccamento partigiano, lasciandolo capofamiglia con una madre e due sorelle.

### Fonti
1. 1 2 3  Web Archive 2.
2. 1 2 3 4 5 6 7 8 9 10 11  Warheroes.
3. ↑  Hingham, Greenwood, Hardesty 1998, p. 183.
4. 1 2 3  Web Archive.